# 군산산북초등학교
군산산북초등학교는 대한민국 전북특별자치도 군산시에 있는 공립 초등학교이다.

## 학교 연혁
- 1991. 06. 10.군산산북초등학교 설립인가
- 1993. 09. 01.군산소룡초등학교에서 분리 개교(11학급 467명)
- 1993. 09. 01.제1대 고헌석 교장 부임
- 2005. 03. 01.독서교육 시범학교(도교육청 지정)
- 2005. 04. 06.다목적 체육관 개관
- 2005. 09. 09.디지털 도서관 개관
- 2006. 10. 12.전라북도 교육청지정 독서교육시범학교 운영보고회

## 참고 자료
- 군산산북초등학교 - 한국교육학술정보원 학교알리미